# Delfin Quishpe
Delfin Quishpe, född december 1977 i Guamote, Ecuador, är en ecuadoriansk sångare och internetfenomen som gjort sig känd för något han själv kallar "Andinsk techno-folklore". Quishpes sång "Torres Gemelas" (Twin Towers) har i Latinamerika blivit ett internetfenomen och är den låt som har fått mest uppmärksamhet.

## Biografi
Delfin föddes i staden San Antonio i regionen Guamote, Ecuador.
År 2003 spelade han in sitt andra album "El Gallito". Det innehöll låtar som: El Gallito Bandido, El Delfincito, Cuando me Vaya och Cuaya Huay. Ett år senare skapade han sin första video, samma som lades upp på internet.
Delfin berömmelse inleddes i december 2006 då hans låt Torres Gemelas (Twin Towers) lades upp Youtube. Den 4 januari 2007, hade låten redan lyssnats av 250.000 människor, och av den 24 mars, hade flera exemplar av videon på Youtube över en miljon visningar och tusentals kommentarer. 
Låten "Torres Gemelas (Twin Towers) har en tragisk text som handlar om att Delfin förlorat sin älskade en i terroristattacken den 11 september. På grund av den kitchiga och lågbudget-liknande karaktären på sången liksom musikvideon har "Torres Gemelas" kommit att bli ett internetfenomen i Latinamerika och Spanien.
I april 2010 publicerade Quishpe den pro-israeliska sången "En tus Tierras bailare" med de två peruanska "You-tube stjärnorna" Wendy Sulca och Tigresa del Oriente. Låten, som följer samma stil som "Torres Gemelas", fick snabbt uppmärksamhet i Latinamerikansk media och hade på mindre än en månad mer än en miljon träffar samtidigt som den omdebatterats i en rad tv-program och tidningar.  Låten har senare kallats "Youtubes We Are The World" av Calle 13-sångaren Residente. 